# 大湖 (嘉義縣大林鎮)
大湖，是臺灣嘉義縣大林鎮的一個傳統地域名稱，位於該鎮北部偏西。相較於今日行政區，其範圍大致包括湖北里、大糖里不含西南部及東南端。

## 歷史
台灣日治初期，大湖地區為一（舊制）街庄，稱為「大湖庄」，隸屬於打貓北堡。該庄西北及北隔到孔山溪（今華興溪）與盧竹巷庄為界，東及東南與橋仔頭庄、湖仔庄為鄰，南邊一小段與潭底庄為鄰，西南邊為甘蔗崙庄。
1901年（日治明治三十四年）11月，全台設置二十廳，該庄隸屬於嘉義廳。1903年（明治三十六年）6月，該庄編入「大莆林區」，隸屬於嘉義廳。1909年（明治四十二年）10月，合併二十廳為十二廳，大莆林區仍隸屬於嘉義廳。1920年（大正九年），廢十二廳改設五州二廳，該庄改制為「大湖」大字，隸屬於臺南州嘉義郡大林庄（新制街庄）。1943年10月1日，大林庄升格為大林街。
戰後大林街改制為大林鎮，隸屬於臺南縣，大字亦改制為里。1950年雲、嘉、南分治，大林鎮改隸屬於嘉義縣。

## 聚落
本地區發展較早的聚落有大湖、早知等，在日治期初期的官方地圖上已有記載。

## 交通
台鐵縱貫線是台灣西部南北鐵路幹線，經過本地區東部邊界外不遠處。最近的車站在北側為石龜車站，屬招呼站，僅停靠區間車；在南側為大林車站，屬三等站，停靠部分自強號、莒光號及全部區間車。由此等可前往台鐵沿線各站。
國道1號又稱「中山高速公路」，是貫穿台灣西部的兩條縱向高速公路之一，經過本地區西部。最近的交流道在北側是省道台78線（東西向快速公路－台西古坑線）交會處的雲林系統交流道（台78線在附近省道台1線交會處設有斗南交流道）；在南側是縣道162號交會處的大林交流道。由此等可快速前往國道1號沿線各地。
省道台1線又稱「縱貫公路」，是台北至屏東縣楓港的傳統平面幹道，經過本地區東部邊界外不遠處。由該道路北行可前往雲林縣大埤鄉/斗南鎮邊界、斗南鎮、虎尾鎮東北部、莿桐鄉、西螺鎮等地，南行可前往大林鎮大林市區、溪口鄉東端、民雄鄉、嘉義市等地。
鄉道嘉98線是水汴頭至大埔美的道路。

## 學校
- 崇仁醫護管理專科學校大林校區
- 大林國中

## 產業
- 台糖大林糖廠（已停產，現為台糖生技中心）
- 台糖大湖農場